# Fachspezifische Fremdsprachenausbildung
Die Fachspezifische Fremdsprachenausbildung (kurz: FFA) ist eine studienbegleitende Zusatzausbildung an Universitäten, durch die für einen bestimmten Studienbereich Kenntnisse in einer Fremdsprache vermittelt werden. In Deutschland wird eine FFA oft im Zusammenhang mit dem Studienfach Rechtswissenschaften angeboten.

## Überblick
Seit einigen Jahren bieten manche deutsche Fakultäten konkrete Ausbildungen für ihren Fachbereich in verschiedenen Fremdsprachen an. Die meisten Hochschulen konzentrieren sich dabei auf Programme in den Sprachen Englisch, Französisch und Spanisch. Immer mehr Universitäten ermöglichen aber auch fachspezifische Zusatzausbildungen in Italienisch, Türkisch oder Russisch.
Die meisten Ausbildungen werden von rechtswissenschaftlichen Fakultäten angeboten. Vereinzelt gibt es auch FFA-Programme in den Fachbereichen Wirtschafts-/Sozialwissenschaften, (Wirtschafts-)Mathematik, (Wirtschafts-)Informatik oder Soziologie.
Ziel einer FFA ist es im Grunde, den Studierenden einen fachlichen Überblick ihrer Studiendisziplin in einer fremden Fachsprache zu geben. Angesichts der Globalisierung und wachsenden internationalen Beziehungen jedweder Art ist immer mehr internationale Kompetenz auf sprachlichem und fachlichem Niveau gefordert. Das Studienmodell FFA ersetzt im Regelfall zwar kein Auslandsstudium, bereitet aber mindestens auf ein solches vor und vermittelt Grundlagenkenntnisse, mit denen die Studierenden auf einen Arbeitsmarkt vorbereitet sind, der mehr und mehr durch internationale Bezüge geprägt ist.
Teilnahmebedingungen und Studienverlaufspläne variieren je nach Universität. In der Regel werden aber nachweisbare Kenntnisse in der jeweiligen Fremdsprache vorausgesetzt.

## FFA für Juristen

### Allgemein
Immer mehr juristische Fakultäten bieten ihren Studierenden eine fachspezifische Fremdsprachenausbildung (FFA) an. Es geht dabei vor allem darum, einen Einblick in fremde Rechtsordnungen zu erhalten. Daneben deckt die Ausbildung den obligatorischen Fremdsprachenschein ab, der deutschlandweit eine Zulassungsvoraussetzung zur Ersten Juristischen Prüfung ist. Absolventen der FFA erhalten also nicht nur einen zusätzlichen Abschluss, sondern erfüllen auch eine Voraussetzung für die Erste Juristische Prüfung. Sie müssen in der Regel keinen weiteren Fremdsprachenkurs mehr erbringen.

### In Deutschland
Im Rahmen der FFA erwerben die Studierenden in der Regel ein Zertifikat, das juristische Fremdsprachenkenntnisse in der jeweiligen Fremdsprache belegt. Ein Absolvent der FFA in Englisch verfügt also zertifiziert über Wissen zum anglo-amerikanischen Rechtssystem und über einen fachspezifischen Wortschatz.
Die Regelstudienzeit beträgt meistens zwei bis vier Semester bzw. 16 bis 18 Semesterwochenstunden. In der Zeit sind mündliche und schriftliche Prüfungen abzuleisten. Je nach Hochschule kann auch ein Praktikum im entsprechenden Rechtssystem vorgeschrieben sein. Die Vorlesungen werden in der Regel in der jeweiligen Landessprache abgehalten. Details sind überwiegend in eigenen Ausbildungs- und Prüfungsordnungen geregelt.
An mindestens den folgenden Hochschulen werden in Deutschland eine FFA oder zumindest Fremdsprachenkurse im Fachbereich Rechtswissenschaften angeboten:
| Universität                                       | Fachsprachen                                                                                            |
| Universität Münster                               | Englisch, Spanisch, Französisch                                                                         |
| Georg-August-Universität Göttingen                | Chinesisch, Englisch, Französisch, Spanisch                                                             |
| Universität Bonn                                  | Englisch                                                                                                |
| Universität Passau                                | Chinesisch, Englisch, Französisch, Italienisch, Polnisch Portugiesisch, Russisch, Spanisch, Tschechisch |
| Universität Osnabrück                             | Englisch (UK), Englisch (USA), Französisch, Spanisch, Polnisch, Chinesisch                              |
| Universität Potsdam                               | Rechtswissenschaftliche Fremdsprachenkurse, u. a. in Englisch                                           |
| Martin-Luther-Universität Halle-Wittenberg        | Englisch, Französisch                                                                                   |
| Christian-Albrechts-Universität Kiel              | Englisch                                                                                                |
| Universität Augsburg                              | Englisch, Französisch                                                                                   |
| Universität Bayreuth                              | Englisch, Französisch, Italienisch, Russisch, Spanisch                                                  |
| Friedrich-Alexander-Universität Erlangen-Nürnberg | Englisch Französisch, bis zur Basisstufe auch Italienisch, Türkisch                                     |
| Ludwig-Maximilians-Universität München            | Chinesisch, Englisch, Französisch, Griechisch, Italienisch, Portugiesisch, Russisch, Spanisch, Türkisch |
| Universität Trier                                 | Chinesisch, Englisch, Französisch, Italienisch, Japanisch, Portugiesisch, Spanisch, Türkisch            |
| Universität Bielefeld                             | Englisch, Französisch, Türkisch, Russisch                                                               |
| Universität Heidelberg                            | Englisch, Französisch                                                                                   |
| Universität Greifswald                            | Englisch                                                                                                |
| Bucerius Law School                               | Englisch, Französisch, Spanisch                                                                         |
| Ruhr-Universität Bochum                           | Englisch                                                                                                |

(Die Liste erhebt keinen Anspruch auf Vollständigkeit.)

### FFA in Münster
Als eine der ersten Fakultäten in Deutschland hat die Juristische Fakultät der Westfälischen Wilhelms-Universität zu Münster eine FFA etabliert und damit einen deutschlandweiten Trend begründet. Seit Herbst 1995 bietet die Rechtswissenschaftliche Fakultät in Zusammenarbeit mit dem Sprachenzentrum eine viersemestrige FFA für Juristen an. Zum Wintersemester melden sich im Durchschnitt rund 200 Studierende für die FFA an; aktuell umfasst der Zusatzstudiengang knapp 450 Studierende.

#### Bedeutung
Die FFA in Münster ist ein kostenloser Zertifikatsstudiengang, der parallel zum Jurastudium absolviert werden kann und auch vom Land Nordrhein-Westfalen im Sinne des Juristenausbildungsgesetzes NRW anerkannt wird. Nach erfolgreichem Abschluss der FFA kann die Anerkennung eines Freisemesters für die Berechnung der -Freiversuchsregelung bei-m Justizprüfungsamt beantragt werden.
Es gibt juristische und sprachliche Vorlesungen, die nahezu ausnahmslos von Muttersprachlern gehalten werden. Die Lehrbeauftragten arbeiten für gewöhnlich als Dozenten, Anwälte oder Richter im englischen, spanischen oder französischen Sprachraum und reisen für die FFA an. Die FFA-Ausbildung ist in Münster durch starke Praxisbezogenheit geprägt: Jeder Studierende hat während der vorlesungsfreien Zeit ein mindestens dreiwöchiges Praktikum bei einer Institution im Ausland zu absolvieren, die sich überwiegend mit dem Recht des entsprechenden Landes in der jeweiligen Fachsprache befasst (z. B. Kanzlei, Verwaltungsbehörde, Sommerkurs, …).

#### Zulassungsvoraussetzungen
Berechtigt, an der FFA teilzunehmen, sind Studierende, die in den Studiengang Rechtswissenschaft der Universität Münster eingeschrieben sind, die Rechtswissenschaft als Nebenfach eines anderen Studiengangs studieren und im begründeten Einzelfall auch fachfremde Studierende, Doktoranden oder wissenschaftliche Mitarbeiter der Rechtswissenschaftlichen Fakultät, wenn sie sich nach abgeschlossenem Studium der Rechtswissenschaft juristisch weiterqualifizieren möchten.
Um an der FFA teilnehmen zu dürfen, müssen im Vorfeld mindestens 70 von 100 Punkten im so genannten C-Test erreicht werden. Dabei handelt es sich um einen Einstufungstest, mit dem die allgemein-sprachlichen Fertigkeiten der Studierenden festgestellt werden.

#### Aufbau
Die FFA in Münster erstreckt sich für jede der angebotenen Rechtssprachen über vier Semester mit insgesamt 18 Semesterwochenstunden. Darin sind drei Sprachkurse und fünf juristische Vorlesungen, sowie eine Lehrveranstaltung aus dem Wahlpflichtbereich (sog. Ergänzungskurs) enthalten.
Im ersten und zweiten Semester werden vor allem fachliche Sprachkenntnisse sowie rechts- und landeskundliche Kenntnisse vermittelt. Es gibt Einführungsveranstaltungen in das jeweilige Landesrecht und einen Überblick über die größten Rechtsgebiete. Die Lehrveranstaltungen des zweiten Studienabschnitts (drittes und viertes Semester) bauen auf denen des ersten Studienabschnitts auf und vermitteln vertiefte allgemeine und fachliche Sprachkenntnisse. Jede Vorlesung schließt mit einer schriftlichen Teilprüfung ab. Zum Ende der FFA findet außerdem eine mündliche Prüfung statt.

### FFA in Trier
Die Universität Trier gehört gemeinsam mit der Universität Passau zu den Vorreitern der juristischen FFA-Programme in Deutschland. Die fortschreitende Internationalisierung juristischer Fragestellungen fordert von den Juristen zusätzliche Kenntnisse sowohl der juristischen Fachsprache als auch der Kerngebiete des Rechts anderer Länder. Diese Zusatzausbildung leistet die FFA.
Anfang der 80er Jahre wurden in Trier bereits Kurse zum englischen und französischen Recht unterrichtet. Daraus entstanden ab 1989 die viersemestrigen FFA Zusatzausbildungen, die heute das Anglo-Amerikanische, Französische, Spanische, Italienische, Portugiesische, Japanische, Chinesische und Türkische Recht umfassen.
Mit bis zu 700 Teilnehmern in den zweijährigen Programmen hat die FFA Trier in über 30 Jahren bereits 4500 internationale junge Juristen ausgebildet, von denen viele im In- und Ausland in internationalen Kanzleien, europäischen oder multinationalen Institutionen, weltweit agierenden Unternehmen, aber auch internationalen Gerichten oder ausländischen Universitäten arbeiten.

#### Zulassungsvoraussetzungen und Aufbau
Als Zulassungsvoraussetzung wird ein Fremdsprachenniveau erwartet, das Abiturienten im Regelfall in den verschiedenen Sprachen aus der Schule mitbringen und auf das aufgebaut wird. 90-minütige Eingangstests stellen sicher, dass diese Vorkenntnisse vorliegen. In den asiatischen Sprachen werden Intensivsprachkurse für Teilnehmer auch ohne Vorkenntnisse angeboten und auch in einigen anderen Sprachen gibt es bei Bedarf Aufbaukurse. Teilnehmer mit Fremdsprachenkenntnissen in mehreren FFA-Sprachen können bei Interesse auch mehrere Programme abschließen, oftmals durch Anerkennung eines Auslandssemesters an einer der zahlreichen Partneruniversitäten.
Die FFA untergliedert sich sodann in zwei Studienabschnitte (FFA I und FFA II) à zwei Semester.
In der FFA I werden Fachterminologie, die Grundlagen des Rechtssystems und die spezifische Rechtsmethodik der jeweiligen Länder vermittelt. Die Studierenden lernen zudem das Arbeiten mit juristischen Texten, wie z. B. Verträgen, Gesetzen und Entscheidungen und juristischen Datenbanken. Der sichere Umgang mit der ausländischen Fachsprache wird in simulierten Klientengesprächen oder Gerichtsverhandlungen, Kurzvorträgen und beim Entwerfen juristischer Korrespondenz geübt. Die Kurse der FFA I haben zumeist Seminargröße; dies gewährleistet die aktive Teilnahme der Studierenden am Unterricht.
Die FFA II dient der Vertiefung der Rechtskenntnisse in ausgewählten Fächern. In Vorlesungen und Blockseminaren beschäftigen sich die Studierenden schwerpunktmäßig mit dem Privat- und Wirtschaftsrecht, insbesondere dem Vertrags- und Deliktsrecht, dem Handels- und Gesellschaftsrecht, dem Wettbewerbsrecht und anderen praxisnahen Rechtsgebieten. Weitere wechselnde Fächer (zum Beispiel Umweltrecht, Kartellrecht oder Familien- und Erbrecht) ergänzen das Programm.

#### FFA Dozenten: 30 ausländische Juristen aus 12 Nationen
Die Kurse der FFA werden von Juristen geleitet, die aus den jeweiligen Rechtssystemen stammen. Einige der derzeit etwa 30 ausländischen Dozenten der FFA arbeiten hauptberuflich am nahegelegenen Europäischen Gerichtshof oder anderen europäischen Institutionen in Luxemburg, die übrigen kommen aus internationalen Kanzleien, Unternehmen oder juristischen Fakultäten des jeweiligen Landes. Insgesamt bietet sich ein breites Spektrum, in dem die verschiedenen Nationalitäten eines Sprachkreises, aber auch unterschiedliche Berufssparten vom Anwalt, Unternehmensjuristen bis zum Universitätsprofessor vertreten sind. Die Studierenden erleben so den Stoff aus den verschiedensten Blickwinkeln, in inhaltlicher wie in fachsprachlicher Hinsicht. Im Anglo-Amerikanischen Recht stammen die Dozenten aus verschiedensten Nationen des Common Law.

#### Besonderheiten des Trierer FFA-Modells
Das Trierer FFA-Modell hat die juristische Ausbildung im ausländischen Recht in den Mittelpunkt gerückt die naturgemäß in der Fremdsprache unterrichtet wird. Es handelt sich daher in Trier nicht um eine Fremdsprachenausbildung, sondern um ein Jurastudium im ausländischen Recht Die Bezeichnung „Internationale Rechtsstudien“ trifft daher Inhalte und Ziele der Trierer FFA-Studiengänge besser.
Zahlreiche Aktivitäten ergänzen das Trierer FFA Kernprogramm. Dazu gehören Schnuppertage, Moot Courts (simulierte Gerichtsverhandlungen), die alljährliche FFA Zeugnisfeier aber auch ein- bis zweiwöchige Exkursionen. Diese haben die FFA Studiengänge bereits zu Gerichten, Anwaltsfirmen, Auslandsvertretungen und Partneruniversitäten in Washington, London, Paris, Bordeaux, Lissabon, Tokyo, Peking und Xiamen geführt. Zum festen Programm gehören auch die eintägigen Ausflüge zu Gerichtsbesuchen im nahen Frankreich und die Besuche beim EuGH in Luxemburg, zu denen die EuGH Juristen unter den Dozenten gerne einladen.

### Im Ausland
Vergleichbare Programme wie die FFA sind im Ausland schwer zu finden. Viele Hochschulen bieten Ausbildungen im deutschen Recht aber in Form eines Bachelor of Laws (LL.B.) oder Master of Laws (LL.M.) Studiengangs an.